# Ribeira de Ade
Ribeira de Ade era, em 1747, uma ribeira portuguesa na Comarca e termo da cidade da Guarda, Província da Beira. 
Nascia junto à Quinta de Perobullo, e perto da quinta de Diagalves, limites da freguesia de Santa Ana da Serra da Azinha, de uns prados, lameirões ou juncais que se secavam de Verão, e com eles a mesma ribeira. Por baixo da quinta de Diagalves começava a ter água, e a formar ribeira, que depois se chamava de Ade. Nascia pouco caudalosa, mas na freguesia da Serra da Azinha tomava dois ribeiros junto da quinta de Monte-Brás, da mesma freguesia, um pela parte do Sul, e outro pela parte do Norte. Chama-se um deles de Ribeiro do Adão, e outro de Luzello.
Não era navegável por falta de água, e corria mansa e quieta, lançando-se do Poente para o Nascente. Criava alguns peixes miúdos, a que chamam bordalos, e não trazia outra casta de pescaria. Estava livre, e usavam de umas redinhas a que chamam guelrichos, por não ser capaz de nela se lançarem outras redes. As suas margens eram cultivadas, e guarnecidas de árvores silvestres, como carvalhos, salgueiros, amieiros e freixos.
Tomava em partes os nomes dos lugares por onde passava: Na freguesia do Marmeleiro, chamava-se "do Marmeleiro"; e no lugar de Seixo de Coa, o mesmo nome. Defronte deste lugar existia uma ponte de cantaria com dois olhais e sem guardas. Era pequena, e se usava dela apenas em tempo de tempestades. Tinha mais duas pontes de pau, uma junto da quinta de Monte-Brás, e outra na quinta de Gonçalo Martins. Na sua corrente se achavam doze moinhos, que trabalhavam com esta água, de que usavam os moradores para a feitura das suas farinhas no tempo de Inverno, porque de Verão se valiam da Ribeira de Coa, sendo as águas livres e sem pensão alguma.
Ao fim de três léguas de curso, finda na Ribeira de Coa, junto ao lugar de Seixo de Coa.